# Ла-Ерсіна
Ла-Ерсіна (ісп. La Ercina) — муніципалітет в Іспанії, у складі автономної спільноти Кастилія-і-Леон, у провінції Леон. Населення — 561 особа (2010).
Муніципалітет розташований на відстані близько 290 км на північний захід від Мадрида, 36 км на північний схід від Леона.
На території муніципалітету розташовані такі населені пункти: (дані про населення за 2010 рік)
- Асіса-де-лас-Аррімадас: 31 особа
- Баррільйос-де-лас-Аррімадас: 15 осіб
- Корраль-де-лас-Аррімадас: 13 осіб
- Ла-Ерсіна: 185 осіб
- Фреснедо-де-Вальдельйорма: 27 осіб
- Лайс-де-лас-Аррімадас: 25 осіб
- Осеха-де-Вальдельйорма: 43 особи
- Паласіо-де-Вальдельйорма: 44 особи
- Сан-Педро-де-Фонкольяда: 22 особи
- Санта-Коломба-де-лас-Аррімадас: 21 особа
- Ла-Серна: 21 особа
- Собрепенья: 17 осіб
- Вальпоркеро-де-Руеда: 27 осіб
- Югерос: 70 осіб

## Демографія
Динаміка населення (INE ):